# 亨利·范欣
亨利·范欣（荷蘭語：Henry van Hien，1857年—1928年7月4日）是黃金海岸貿易商、政治人物與民族主義领袖。范欣的父親是荷屬黃金海岸代理總督卡雷尔·亨德里克·大卫·范欣，舅舅是同為貿易商與政治人物的威廉·埃苏曼·皮特森，表外甥是同為政治人物與民族主義領袖的科比纳·谢克伊。

## 早年生活與商業生涯
范欣出生於埃尔米纳，父亲是曾代理總督之位的荷屬黃金海岸政府官員卡雷尔·亨德里克·大卫·范欣（1833年—1864年），母亲是威廉·埃苏曼·皮特森的妹妹伊丽莎白·埃苏曼（约1839年—1930年）。他在海岸角官立学校接受教育，並根据家庭传统前往荷兰和英国深造（这对于海岸角和埃尔米纳的欧裔非洲精英而言并不罕见）。1878年返回黄金海岸后，他开始在莎瑪为F與A·斯旺齐（F. & A. Swanzy）公司担任代理，後來又在阿克拉和溫尼巴为亚历山大·米勒兄弟（Alexander Miller Bros）公司担任代理。他是他的舅舅威廉·埃苏曼·皮特森的公司在海岸角的合伙人，並在他舅舅1914年去世後管理该公司。他在晚年時以阿克拉为基地。

## 政治生涯
1923年，范欣成为海岸角商会的成员。翌年，他被任命为黄金海岸立法局临时非官守议员。1925年至1927年，他先出任立法局特别议员，後又出任海岸角市议会议员。范欣曾担任黃金海岸原住民權利保障協會主席，也是英属西非国民大会的创始人之一與其中一任主席。

## 教育
范欣积极推动在海岸角建立教育机构。他是阿奇莫塔学院（Achimota College）的联合创辦人之一，也是聖莫尼加学校的创辦人。

## 個人生活
范欣娶玛丽安·维多利亚·普兰格（Marian Victoria Plange）為妻，二人之間無所出。范欣既是衛斯理衛理公會的成员，也是海岸角聖公會的牧师。除此以外，范欣也是共济会的会员。范欣在1928年7月4日因腦出血病逝，死後安葬之地一説為塞康第路公墓，另一說為海岸角聖公會公墓。范欣以他的表外甥科比纳·谢克伊為继承人。